# Mitraillette

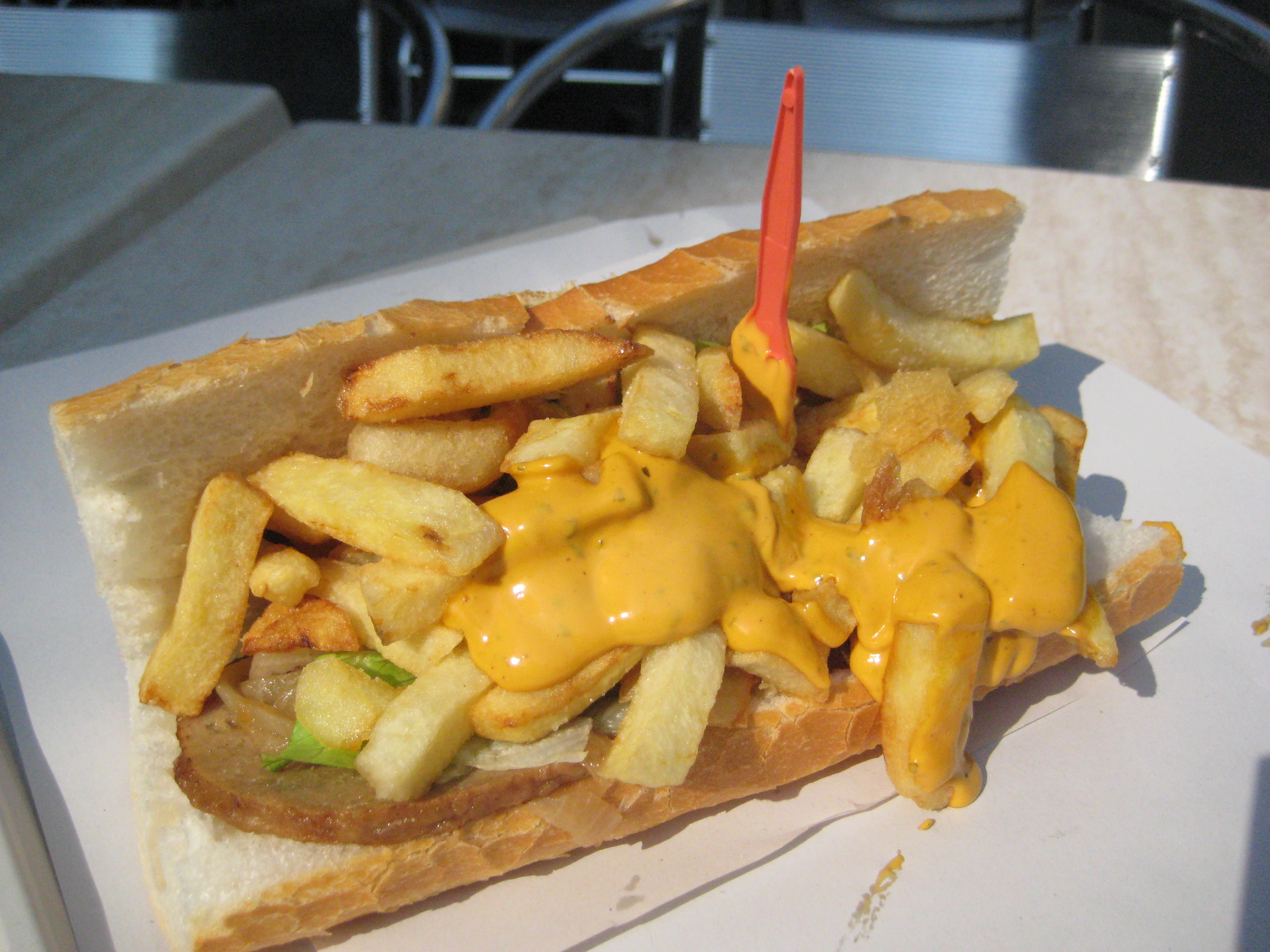
Een typisch voorbeeld van een mitraillette

Een mitraillette (uitgesproken als 'mitrajet', letterlijk een kleine "mitrailleur" of "machinegeweer") is een Belgisch snackbargerecht dat ontstaan is in Brussel. Het bestaat uit een half stokbrood met daarop vlees van de snackbar, friet en een of meerdere sauzen. Er kan ook salade, tomaat en kaas aan worden toegevoegd. Een mitraillette komt voor in België (in Vlaanderen vaak onder de naam franse hamburger), maar ook in Noord-Frankrijk (waar het ook wel een américain wordt genoemd). In Brussel wordt het verkocht in de kebabzaken en is het gerecht een combinatie van de buitenlandse en binnenlandse snack-keuken.

## Samenstelling
Een mitraillette bestaat uit:
- Een half stokbrood of een soortgelijk stevig broodje.
- Gebakken vlees, afhankelijk van de frituur, zoals kebab, hamburger, frikandel, mexicano, shoarma of worst
- Gezouten friet
- Een saus naar keuze: mayonaise, ketchup, andalousesaus, américainesaus, knoflooksaus of bearnaisesaus

Waaraan soms wordt toegevoegd:
- Rauwkost: geraspte wortel, verse sla, tomaatschijfjes, kool, paprika en soms chilipepertjes. Ook de rauwkost varieert met de locatie.
- Geraspte of gesmolten kaas.